# 河东特委革命活动旧址
河东特委革命活动旧址，位于山西省运城市夏县水头镇上牛村北堆云洞，是中华人民共和国山西省文物保护单位之一。
1986年8月18日，授予山西省文物保护单位，是一座革命遗址及革命纪念建筑物。